# 厚叶龙胆
厚葉龍膽（學名：Gentiana tentyoensis）又名鱗片龍膽，为龙胆科龙胆属的植物，为台灣的特有植物。分布于台灣，常生于海岸石壁，目前尚未由人工引种栽培。